# Javon Masters
Javon "Masters" Ferguson, nació en Kitchener), el 11 de noviembre de 1994), es un baloncestista canadiense con pasaporte jamaicano que juega en la posición de base en las filas del Club Ourense Baloncesto de la Liga LEB Oro.

## Trayectoria profesional
Se formó baloncestísticamente en la Universidad de Nuevo Brunswick, donde jugó durante cinco temporadas y fue considerado uno de los jugadores más destacados de Canadá, siendo internacional con la selección de su país en la Universiada 2017. Con Nuevo Brunswick, terminó en cuatro de sus cinco temporadas universitarias como el máximo anotador de todo el U-Sports canadiense, promediando una media de 24.9 puntos durante su carrera con un tope de 28 tantos por partido en su mejor temporada en Canadá. 
En la temporada 2017-18 promedió 24.5 puntos, 5.9 rebotes y 5.5 asistencias por encuentro, logrando diversos reconocimientos al igual que en pasados cursos universitarios.
En agosto de 2018, llega a España, en concreto a la Liga LEB Oro, firmando un contrato en su primera aventura fuera de su país de origen en el COB Ourense por una temporada.

## Clubs
- Club Ourense Baloncesto (2018-)